# Spominski znak Ljutomer 1991
Spominski znak Ljutomer 1991 je spominski znak Slovenske vojske, ki je namenjen pripadnikom TO RS, ki so sodelovali pri spopadu v Ljutomerju.

## Opis
Znak ima obliko ščita iz poznogotskega obdobja, je velik 35 mm in v najširšem delu širok 30 mm. Kovan je iz 2 mm debelega bakra, pozlačen in pobarvan s kromovo zeleno barvo. V zgornjem delu znaka so 3,5 mm velik napis LJUTOMER in trije beli krogi. V osrednjem delu znaka je bel samorog, ki se dviga nad gorečim črnim tankom. V spodnjem delu znaka je zapis 3 mm velik datum 3. VII.1991. Napisi na znaku, obrobe in črte med barvami so polirani ter pozlačeni. Znak je prevlečen s prozornim poliestrskim emajlom. Na zadnji strani je priponka.

## Nadomestne oznake
Nadomestna oznaka je modre barve z zlatim lipovim listom, ki ga križa puška.

## Nosilci
- seznam nosilcev spominskega znaka Ljutomer 1991